# Інгулець (Лозуватська сільська громада)
Інгуле́ць — село в Україні, Криворізькому районі Дніпропетровської області.
Орган місцевого самоврядування — Чкаловська сільська рада. Населення — 331 мешканець.

## Географія
Село Інгулець знаходиться на березі Карачунівського водосховища, за 2 км від села Радіонівка.

## Населення

### Мова
Розподіл населення за рідною мовою за даними перепису 2001 року:
| Мова            | Відсоток |
| --------------- | -------- |
| українська      | 94,0 %   |
| російська       | 3,6 %    |
| білоруська      | 2,1 %    |
| інші/не вказали | 0,3 %    |